# Cantharoxylymna linsleyi
Cantharoxylymna linsleyi là một loài bọ cánh cứng trong họ Cerambycidae.